# Lakócsa

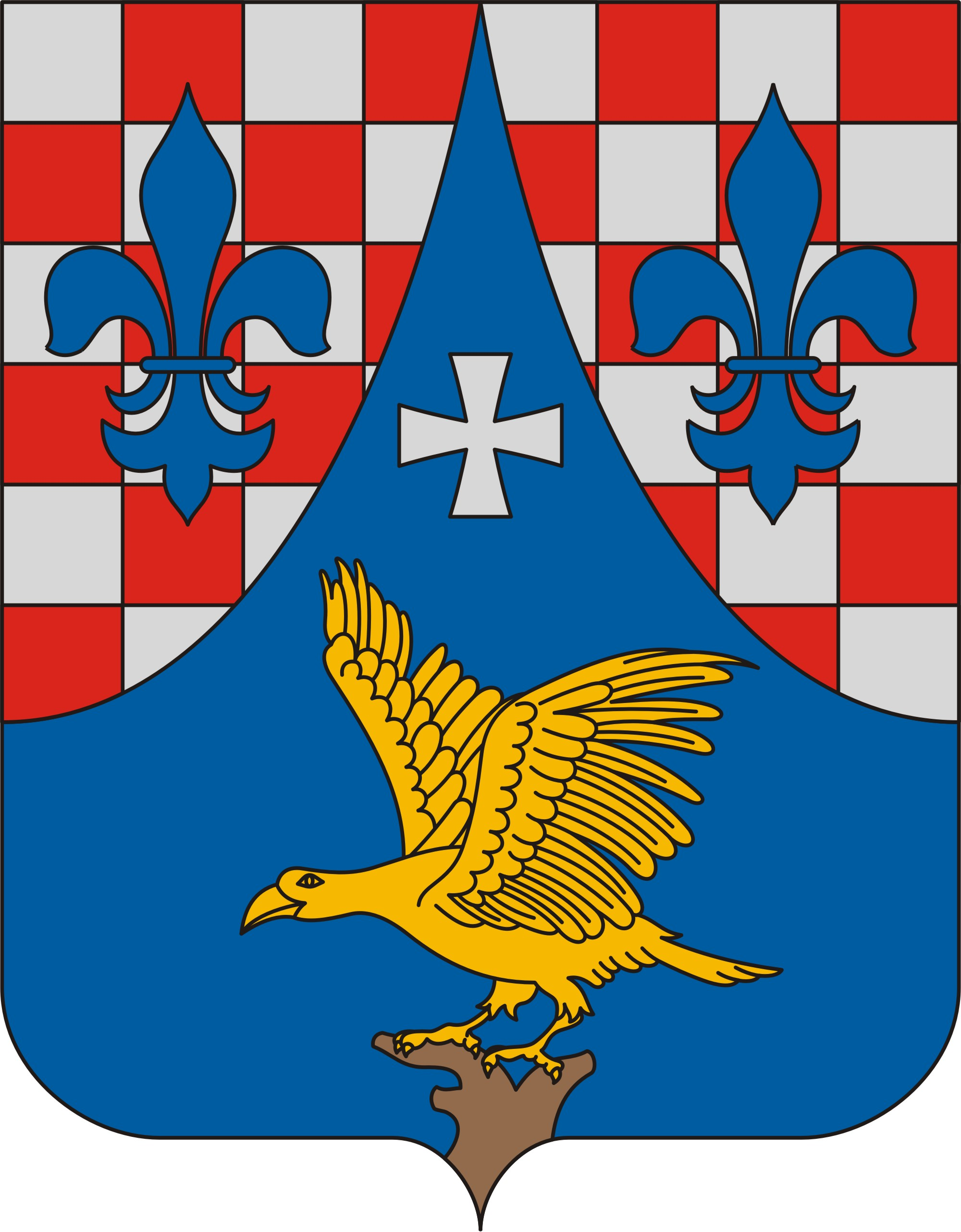
Lakócsa heraldiska vapen

Lakócsa är ett samhälle i provinsen Somogy i Ungern. Lakócsa ligger i distriktet Barcs och har en area på 25,32 km². År 2020 hade Lakócsa totalt 500 invånare.